# Personer i Sverige födda i Myanmar
Till personer i Sverige födda i Myanmar räknas personer som är folkbokförda i Sverige och som har sitt ursprung i Myanmar (tidigare namn Burma). Enligt Statistiska centralbyrån fanns det 2017 i Sverige sammanlagt cirka 1 500 personer födda i Myanmar/Burma.

## Historisk utveckling

### Födda i Myanmar/Burma
| Personer i Sverige födda i Myanmar/Burma 2000–2024 | Personer i Sverige födda i Myanmar/Burma 2000–2024 | Personer i Sverige födda i Myanmar/Burma 2000–2024 | Personer i Sverige födda i Myanmar/Burma 2000–2024 | Personer i Sverige födda i Myanmar/Burma 2000–2024 |
| -------------------------------------------------- | -------------------------------------------------- | -------------------------------------------------- | -------------------------------------------------- | -------------------------------------------------- |
|                                                    |                                                    |                                                    |                                                    |                                                    |
| År                                                 |                                                    |                                                    | Folkmängd                                          |                                                    |
| 2000                                               | 2000                                               |                                                    | 125                                                |                                                    |
| 2001                                               | 2001                                               |                                                    | 129                                                |                                                    |
| 2002                                               | 2002                                               |                                                    | 133                                                |                                                    |
| 2003                                               | 2003                                               |                                                    | 151                                                |                                                    |
| 2004                                               | 2004                                               |                                                    | 185                                                |                                                    |
| 2005                                               | 2005                                               |                                                    | 442                                                |                                                    |
| 2006                                               | 2006                                               |                                                    | 705                                                |                                                    |
| 2007                                               | 2007                                               |                                                    | 999                                                |                                                    |
| 2008                                               | 2008                                               |                                                    | 1 195                                              |                                                    |
| 2009                                               | 2009                                               |                                                    | 1 347                                              |                                                    |
| 2010                                               | 2010                                               |                                                    | 1 403                                              |                                                    |
| 2011                                               | 2011                                               |                                                    | 1 436                                              |                                                    |
| 2012                                               | 2012                                               |                                                    | 1 469                                              |                                                    |
| 2013                                               | 2013                                               |                                                    | 1 494                                              |                                                    |
| 2014                                               | 2014                                               |                                                    | 1 507                                              |                                                    |
| 2015                                               | 2015                                               |                                                    | 1 511                                              |                                                    |
| 2016                                               | 2016                                               |                                                    | 1 512                                              |                                                    |
| 2017                                               | 2017                                               |                                                    | 1 521                                              |                                                    |
| 2018                                               | 2018                                               |                                                    | 1 518                                              |                                                    |
| 2019                                               | 2019                                               |                                                    | 1 527                                              |                                                    |
| 2020                                               | 2020                                               |                                                    | 1 538                                              |                                                    |
| 2021                                               | 2021                                               |                                                    | 1 565                                              |                                                    |
| 2022                                               | 2022                                               |                                                    | 1 610                                              |                                                    |
| 2023                                               | 2023                                               |                                                    | 1 636                                              |                                                    |
| 2024                                               | 2024                                               |                                                    | 1 646                                              |                                                    |
| Anm.: Befolkning den 31 december respektive år.    |                                                    |                                                    |                                                    |                                                    |